# 中国消费品质量安全促进会
中国消费品质量安全促进会（简称：中消会）是中華人民共和國一個中字頭非營利法人組織，負責提供市售消費品的品質檢測和消費者保護申訴，屬於半官方機構由国家市场监督管理总局進行业务指導，和央視節目每周質量報告為合作單位。產業界會員可以自願加入。

## 概觀
中国消费品质量安全促进会2014年7月经民政部批准成立，以会员具有广泛性為目標。宗旨是凸显与发挥社会监督、参谋助手、咨询服务、桥梁纽带、宣传教育等五大功能作用，出版有《消費指南雜誌》月刊。
2023年3月6日中国消费品质量安全促进会指导，中国建博会等主办的CSS2023第二届中国智能家居（中山）峰会在中山古镇举行，发起筹备成立“智能网联产品创新联合体”，联合体秘书处设在工业和信息化部电子第五研究所。

### 對外營業服務
對外營業的公示收費服務有五項，法源為财规[2000]47号文件
- 市场监管法律法规及技术培训服务費
- 消费品专题技术研讨會議費
- 专业技术咨询費
- 消费品领域国际交流服務費
- 技术相关资料以及定制证书費

### 會內部門
办公室、会员部、业务一部、业务二部、信息宣传部、《消费指南》杂志社

## 外部連結
- 中华人民共和国产品质量法
- 中国消费品质量安全促进会 （页面存档备份，存于）
  - 质促会-消防器材分會 （页面存档备份，存于）